# Stuart Hazeldine
Pour les articles homonymes, voir Hazeldine.
Stuart Hazeldine, né le 10 juin 1971 dans le Surrey, en Angleterre, est un scénariste, producteur de cinéma et réalisateur britannique.

## Biographie

### Formation
- Université du Kent
- Université du Massachusetts à Amherst

## Filmographie

### Réalisateur
- 2004 : Christian (court métrage)
- 2009 : Exam
- 2017 : Le Chemin du pardon

### Producteur
- 1999 : Nichts als die Wahrheit
- 2004 : Christian (court métrage)
- 2009 : Exam

### Scénariste
- 2003 : Riverworld, le monde de l'éternité
- 2004 : Christian (court métrage)
- 2009 : Exam

### Acteur
- 1994 : Frankenstein : Man in crowd scene (non crédité)

## Récompenses et distinctions
- Festival international du film de Santa Barbara 2010 : Panavision Spirit Award for Independent Cinema pour Exam
- (en) Stuart Hazeldine: Awards, sur l'Internet Movie Database